# Vítězslav Novák

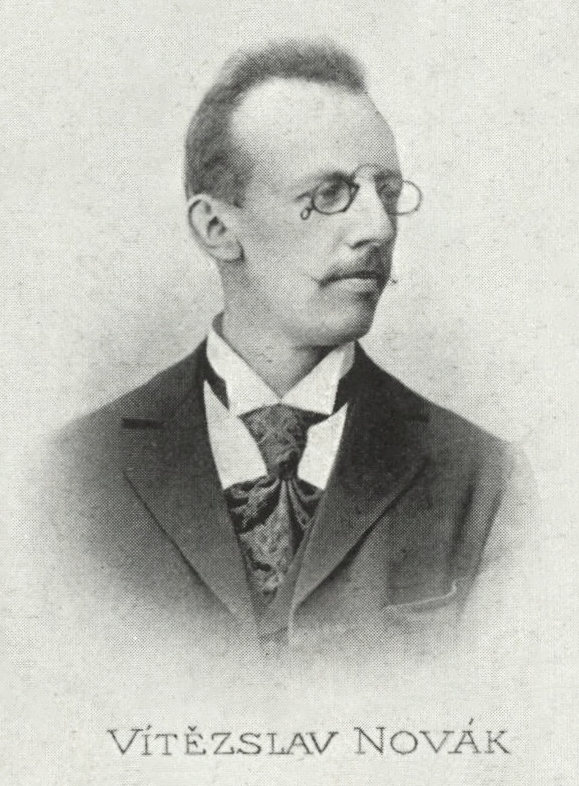

Vítězslav Novák, född 5 december 1870 i Kamenice nad Lipou i Böhmen, död 18 juli 1949 i Skuteč, var en tjeckisk tonsättare.

## Biografi
Novák var professor i komposition vid musikkonservatoriet i Prag 1909–1939 och utnämndes av tjeckiska staten till "nationalkonstnär" 1946. Novák är efter Antonín Dvořák ett av de främsta namnen inom tjeckisk musik och var på sin tid en centralgestalt i landets nationella musikliv. Han var föregångare till den moderna tjeckiska tonkonsten. Hans musik är senromantisk med inslag av mährisk och slovakisk folkton och efterhand, impressionism och expressionism. I hans omfattande produktion märks de symfoniska dikterna In der Tatra, Von ewiger Sehnsucht, Toman und der Waldfee och De profundis.
Novák invaldes som utländsk ledamot nr 285 av Kungliga Musikaliska Akademien den 30 maj 1938.